# Hieronymus Leopold von Wolff-Metternich zur Gracht
Hieronymus Leopold von Wolff-Metternich zur Gracht (* 11. Dezember 1661 auf Schloss Gracht in Liblar; † 19. Mai 1716 in Schloß Neuhaus) war ein deutscher Adliger und Gutsbesitzer.

## Leben
Hieronymus Leopold stammte aus dem niederrheinisch-westfälischen Geschlecht der Wolff-Metternich zur Gracht. Geboren wurde er als Sohn des kurkölnischen Obriststallmeisters Degenhard Adolf von Wolff genannt Metternich und Philippina Agnes (geb. Freifrau von Reuschenberg zu Setterich). Er war ein Neffe des Paderborner Fürstbischofs Hermann Werner von Wolff-Metternich zur Gracht und  Bruder von Fürstbischof Franz Arnold von Wolff-Metternich zur Gracht sowie Halbbruder von Wilhelm Hermann Ignatz Wolff-Metternich zur Gracht, Dompropst und Weihbischof im Bistum Münster. Er war der Stammvater der freiherrlichen Nebenlinie Wolff-Metternich zu Wehrden.
Zunächst zum geistlichen Stand bestimmt, wurde Hieronymus Leopold Domherr in Mainz und Hildesheim, entsagte aber 1690 seinen Präbenden und heiratete 1692 Anna Antonie Helene von der Horst auf Schloss Hellenbroich. 1698 wurde er von seinem Onkel, Fürstbischof Hermann Werner, zum kurkölnischen Geheimen Rat und Oberststallmeister sowie Kommandanten der Schlossgarde von Neuhaus ernannt und in der Folgezeit zum Inhaber des von ihm gestifteten Familienfideikommisses bestimmt, das aus den von ihm angekauften Gütern in Wehrden, Amelunxen, Drenke und Löwendorf bestand.

### Nachkommen
Mit seiner Gattin mit Anna Antonie Helene von der Horst hatte Hieronymus Leopold von Wolff Metternich zur Gracht acht Kinder:
- Marie Adriane, ⚭ 1. Schade-Blessenohld-Antfeld; ⚭ 2. Caspar Arnold von Bocholtz zu Störmede
- Maria Magdalena, ⚭ Oberst Franz Ferdinand Friedrich von Dumbsdorf in Meppen
- Maria Anna, ⚭ Anton von Galen zu Assen
- Maria Lucie, Äbtissin von Stift Geseke († 1763)
- Maria Victoria, ⚭ Christian von Elverveldt zu Steinhausen
- Franz Wilhelm, Gutsherr auf Schloss Wehrden (1697–1752), ⚭ Sophie von der Asseburg zu Hinnenburg
- August Wilhelm, Dompropst in Münster, Domscholaster in Paderborn, Domküster in Osnabrück († 1764)
- Carl Adrian, Domkämmerer in Paderborn (1710–1755)